# Jonas Haas
Jonas Haas (født ca. 1720 i Nürnberg, død 10. april 1775 i København) var en tyskfødt dansk kobberstikker. Han var far til Georg, Meno og Peter Haas, der alle blev kobberstikkere.
Haas fandt, efter i en del år at have arbejdet i Hamborg (til 1752), som flere andre nürnbergske kunstnere: Preisler, Tuscher, Wust, Keil, Regenfuss, vejen til København, hvortil han ankom i 1753.
Skønt han synes at været en meget mådelig kunstner — den ingenlunde kræsne eller forvænte Sandvig kalder hans Christian VI i 8° "et hæsseligt stykke" og erklærer hans Poul Løvenørn, efter Andreas Brünniche, for "Haas' mesterstykke" --, slog han dog godt an her hjemme, blev meget sysselsat og ikke længe efter sin ankomst her til udnævnt til universitetets kobberstikker (1755). 
Foruden en stor mængde mindre portrætter af samtidige eller afdøde personer (udover ovennævnte bl.a. Frederik Rostgaard og 15 sjællandske biskopper) stak han til Thurahs Bornholm, til Pontoppidans Den danske Atlas, 4 af stikkene i Johan Jacob Bruuns Novus Atlas Daniæ, vignetter til Frederik Nordens rejse o. m. Han havde i Hamborg ægtet Anna Rosine Fritsch, datter af en bekendte kobberstikker; med hende havde han 4 børn.
Han er begravet på Sankt Petri Kirkes kirkegård.
Jonas Haas er rigt repræsenteret i Kobberstiksamlingen.

## Værker
- Portrætter af det danske kongepar (Hamburg 1747-48)
- Portræt af dronning Juliane Marie, efter Carl Gustaf Pilo (1753)
- Små helfigursportrætter til Casper Peter Rothe: Brave danske Mænds og Quinders berømmelige Eftermæle, 1753-54, bl.a. efter Peter Cramer og egne tegninger
- Portrætter af Casper Peter Rothes slægtninge (1753-55)
- Små helfigursportrætter af oldenborgske konger og dronninger indtil Frederik IV (1755)
- 15 vignetter og initialer til Frederik Ludvig Norden: Voyage d'Égypte et de Nubie, 1755, efter Cramer.
- Æresporten på Gammeltorv 1749, efter Johann Christoph Holtzbecher eller Marcus Tuscher (1755)
- Flere blade til Niels Krog Bredals skuespil Gram og Signe, efter Cramer (ca. 1756)
- 30 prospekter m.m. i Laurids de Thurahs beskrivelse af Bornholm, 1756.[1]
- 5 brystbilleder af kongerne Frederik III til Frederik V i: Christian Wohlfrom: Samling over Ridderne af Elefant- og Dannebrogsorden 1660-1757, 1757.
- 8 blade i: Erik Pontoppidan: Origines Hafnienses, 1760.
- 2 prospekter i: Johan Jacob Bruun: Novus Atlas Daniæ, 1761.
- 15 portrætter i: Evangeliske Biskopper i Siællands Stift, 1761 (egen udgivelse).
- 62 prospekter i: Erik Pontoppidan: Den danske Atlas, 1763ff.
- En række småstik om Struenseeaffæren (1772, sammen med sønnerne)
- Anna Catharina von Passow (Teatermuseet i Hofteatret)